# Monaco aux Jeux olympiques d'été de 1928
En 1928, Monaco participe pour la troisième fois aux Jeux olympiques d'été. La Principauté ne remporte aucune médaille lors de ces jeux qui se déroulent à Amsterdam aux Pays-Bas.